# Ichthyolestes
Ichthyolestes (letterlijk 'visdief') is een geslacht van uitgestorven walvisachtigen uit de familie Pakicetidae. Er zijn fossielen gevonden in Ganda Kas, Punjab (Pakistan) in Pakistan en ze leefden tijdens het Eoceen, gedurende ongeveer 8,4 miljoen jaar van 48,8 tot 40,4 Ma. De dieren werden zo groot als een vos.